# Harmonia axyridis
Гармония изменчивая, или божья коровка-арлекин или 19-пятнистая коровка, или азиатская божья коровка(лат. Harmonia axyridis) — вид божьих коровок родом из Азии. Был интродуцирован в Северную Америку и Европу для биологической борьбы с тлями и червецами.

## Описание
Размер и общий образ являются различными; сильно выпуклые с широкими и угловатыми плечами, которые шире, чем переднеспинка, и надкрылья, которые расширены, по крайней мере, в базальной половине и имеют поперечную складку перед вершиной. Голова гладкая и либо чёрная к основанию, либо бледная спереди, либо полностью чёрная, за исключением треугольной светлой отметины на лбу. Усики немного уже, чем ширина глаз. Переднеспинка либо чёрная с бледными краями, либо с четырьмя или пятью черными пятнами, которые могут сливаться, образуя букву «М» на бледном фоне. Окраска надкрылий варьируется в широких пределах, и было названо более 100 форм окраски. Оценка нескольких наиболее отличительных форм — это всё, что необходимо для идентификации вида в любой из его вариаций. Придатки красновато-коричневые и обычно более бледные у более светлых особей, а вентральные края брюшка широкие и отчётливо коричневые, даже у меланических форм. Мезоэпимера белая, метаэпимера бледно-желтовато-коричневая, а эпистерна чёрная. Простернальный отросток имеет два параллельных продольных киля, а передний край мезостерны слабо иссечён. У самцов передняя часть грудины бледная, в то время как у самок она тёмная. Бедренные линии на первом вентрите слабые и раздвоенные, достигающие заднего края, но не переднего края. На голенях отсутствуют шипы, а когти имеют крепкий прикорневой зубец.

## Биология
Взрослые особи становятся активными, когда температура превышает 10 °C, и поэтому в регионах с умеренным климатом это обычно происходит с марта или апреля, после зимовки, хотя иногда особей можно увидеть зимой в результате местного солнечного нагрева или колебаний температуры, когда они зимуют в домах и т. д. Взрослые особи легко летают и поэтому очень подвижны, встречаются практически везде; в жаркую погоду они, по-видимому, распространены в любом центре города на стенах, окнах, тротуарах и т. д. Или на стволах деревьев, и часто в большом количестве либо разбросаны по большой площади, либо в плотных скоплениях. Яйцекладка происходит в течение весны и лета, когда яйца откладываются небольшими партиями, обычно по 10-30 штук, среди листвы или на стеблях, где есть популяции тли и т. д.; за свою жизнь самка производит от 1000 до 2000 яиц. Недавно вылупившиеся личинки съедят, по крайней мере, часть хориона, прежде чем отправиться на охоту за другими насекомыми; они будут потреблять яйца и личинки тлей, трипсов и чешуекрылых, а также, что особенно важно, яйца, личинки и взрослых особей других божьих коровок; они могут быстро и проворно передвигаться и поэтому могут превосходят другие виды в борьбе за пищу. Взрослые особи в основном насекомоядны, но также питаются развивающимися или спелыми плодами; в Соединённых Штатах они встречаются стаями на виноградниках и все чаще считаются серьёзным вредителем. Яйца вылупляются в течение четырёх или пяти дней, а личинки проходят через четыре возраста; весь цикл, от яйцекладки до взрослой особи, может занять всего четыре или пять недель в зависимости от температуры и наличия пищи. Стадия куколки длится около недели. В Европе и Азии обычно бывает два или три поколения в год, иногда перекрывающиеся, а в более тёплом климате их может быть четыре или пять, или они могут размножаться непрерывно. В Великобритании может быть частичное второе поколение в конце лета, когда взрослые особи зимуют и размножаются весной или спариваются осенью и запасают сперму для оплодотворения яиц, которые откладываются весной. В отличие от некоторых других божьих коровок, которым требуется период зимнего покоя, прежде чем они смогут размножаться, и поэтому они производят только одно поколение, H. axyridis, по-видимому, может размножаться в любое время.

## Распространение
Вид родом из восточной Азии, а также распространён от Сибири, Казахстана и Узбекистана на запад, через юг России до Гималайских гор и на восток до побережья Тихого океана и Японии, включая Монголию, Китай (кроме юга Гуандуна и Гонконга) и Корею. Известный как прожорливый хищник, питающийся тлёй и червецами, используется в качестве биологического агента в борьбе с вредителями. В связи с этим завезён в теплицы, пастбища и сады многих стран включая США и страны Европы. Теперь вид ужился в новых районах: США, Канада, Британия, Нидерланды, Бельгия, Люксембург, Франция, Германия, Польша, Греция и Египет. Формирование стабильных популяций произошло на Украине, на территории Беларуси локально регистрируется с 2013—2014 годов.

## Классификация
Внутри вида выделяют следующие вариететы:
- Harmonia axyridis var. aulica (Faldermann, 1835)
- Harmonia axyridis var. axyridis
- Harmonia axyridis var. conspicua (Faldermann, 1835)
- Harmonia axyridis var. equicolor
- Harmonia axyridis var. frigida Mulsant
- Harmonia axyridis var. intermedia
- Harmonia axyridis var. novemdecimsignata (Faldermann, 1835)
- Harmonia axyridis var. siccoma
- Harmonia axyridis var. spectabilis Faldermann, 1835
- Harmonia axyridis var. succinea (Hope, 1845)
- Harmonia axyridis var. transversifascia